# 金城 (阿肯色州)
金城（英語：Gin City）是位於美國阿肯色州拉法葉縣的一個非建制地區。該地的面積和人口皆未知。

## 地理
金城的座標為33°06′25″N 93°43′23″W / 33.10694°N 93.72306°W，而該地的平均海拔高度為64米（即210英尺）。